# ポール・アンダーソン (サッカー選手)
ポール・アンダーソン（Paul Anderson, 1988年7月23日 - ）は、イングランド・レスター出身の元サッカー選手。現役時代のポジションは右ウイングだが、トップ下も務めた。

## 経歴
2006年1月、元イングランドU-21代表ジョン・ウェルシュと交換トレードによって、リヴァプールFCが獲得。僅か半年で4年の長期契約を勝ち取った有望な若手の1人である。2006年7月、レクサムFCとの親善試合でトップチームデビュー。難易度の高いボレーシュートで移籍後初ゴールを記録した。2008-2009シーズンはノッティンガム・フォレストFCにローン移籍。
イプスウィッチ・タウンFC退団後の2015年8月1日、ブラッドフォード・シティAFCに2年契約で加入した。シーズン終了後にクラブとの双方合意に基づき退団し、翌シーズンよりノーサンプトン・タウンFCとの1年契約を結んだ。
2017年5月16日、マンスフィールド・タウンFCに移籍した。
2019年2月22日、プリマス・アーガイルFCに移籍した。
2019年10月18日、ノーサンプトンに復帰した。

## タイトル
リヴァプール
- FAユースカップ : 2007

スウォンジー
- フットボールリーグ1 : 2007-08